# Thần thoại sáng thế

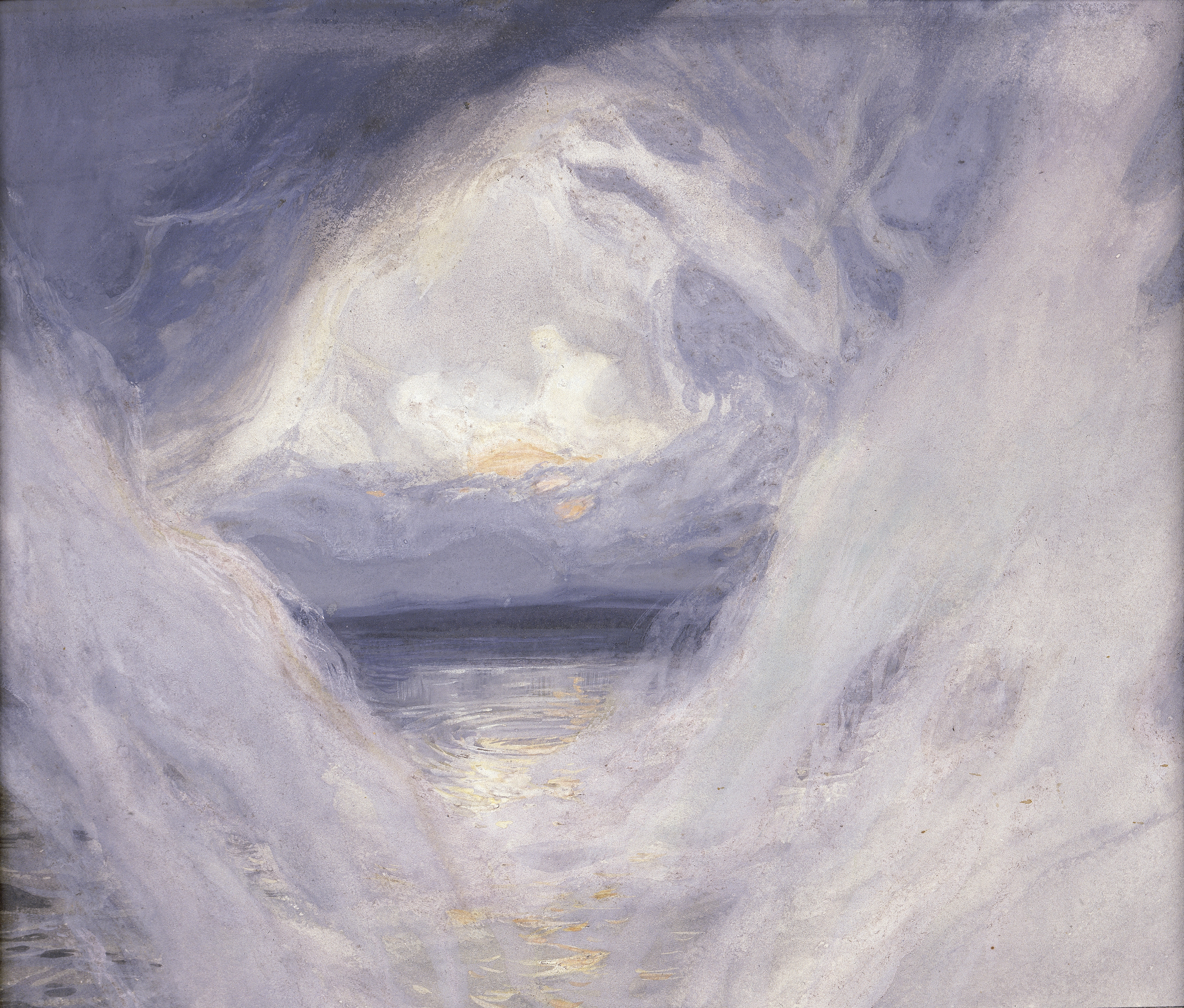
Bức họa Sáng thế do James Tissot sáng tác khoảng năm 1896–1902.

Thần thoại sáng thế (tiếng Anh: creation myth) là một truyện kể mang tính tượng trưng để diễn giải về sự hình thành nên thế giới và cách con người sinh sôi từ đó. Theo ngữ nghĩa thông thường, "thần thoại" chỉ mang tính hoang đường, không có thật, tuy nhiên tùy từng nền văn hóa mà mức độ sự thật của những truyện thần thoại về sáng thế lại nhiều ít khác nhau. Thần thoại sáng thế thường nhằm truyền đạt những niềm tin sâu sắc một cách ẩn dụ, mang tính tượng trưng và đôi khi theo nghĩa lịch sử hoặc nghĩa đen. Phần nhiều những thần thoại này thường chứa đựng các mô tả về trật tự vũ trụ từ thuở hồng hoang hỗn loạn hoặc vô định hình.
Thần thoại sáng thế thường có một vài đặc điểm chung. Chúng thường được xem là thiêng liêng và hiện diện hầu như trong toàn bộ các tôn giáo. Đây đều là những truyện kể có cốt truyện, trong đó nhân vật là những vị thần, mang hình dạng con người hoặc động vật, thường có khả năng biến hóa dễ dàng. Bối cảnh của thần thoại là một thời điểm rất mờ ảo trong quá khứ, được nhà sử học tôn giáo Mircea Eliade gọi bằng thuật ngữ in tempore illo (nghĩa là "vào thuở đó"). Thần thoại sáng thế có mục tiêu giải đáp những câu hỏi mang ý nghĩa sâu sắc đối với xã hội nơi những ai tin vào nó sống, tiết lộ về thế giới quan trung tâm của những người này và về khuôn khổ cho sự tự nhận thức về văn hóa và cá nhân trong một bối cảnh phổ quát.
Thần thoại sáng thế phát triển theo cách truyền miệng và do đó sinh ra nhiều dị bản, đồng hành suốt chiều dài văn hóa của loài người và được coi là hình thức phổ biến nhất của thần thoại.